# 這個美術社大有問題！
《這個美術社大有問題！》（日语：／ Kono Bijutsubu ni wa Mondai ga Aru!）是由伊右群所作的日本漫畫。於ASCII Media Works旗下的《電擊魔王》2012年12月號開始連載。單行本已經出版15冊。日本習慣簡稱「這個美」。
2015年10月宣布製作電視動畫，2016年7月至9月在TBS、SUN電視台等台首播。

## 概要
該作品讲述了月杜中学美术社大有问题的社员们的日常喜劇，美术社由关心其他社员却爱乱睡的社长、有绘画天赋和获奖却把热情都倾注在二次元老婆的內卷昴、以及暗自担心他的宇佐美瑞希和有着正义的英雄的梦想却爱捣乱的可蕾特四位社员、以及对事认真负责却很胆小的顾问老师立花梦子所組成。

## 登場人物

### 主要人物
宇佐美瑞希（聲：小澤亞李（日本）；穆宣名（台灣）；羅孔柔（香港））
本作女主角。月杜中學2年3班學生，身高154厘米。水瓶座的A型。美術社中唯一的普通人，也是唯一在正常畫圖的社員，經常以蘋果為繪畫題材，美術知識很豐富。特徵為褐色短髮、戴著兔子髮飾（一年級時戴著普通長條型髮飾）。性格純真且個性溫柔，很容易被捉弄。偶爾因為被捉弄、憤怒或害羞的時候使用暴力，通常受拳者為昴、社長或香織。曾被昴戲稱為「邪惡暴力女幹部」。成績優秀。憧憬內卷昴的繪畫才能，但對昴喜歡畫二次元女孩及沉迷動漫很不以為然。
暗戀著內卷昴，常因為害羞而難以表達對昴的感情，很怕被他知道，但實際上相當關心與在意他，偶然對他有所遐想，手機中有不少偷拍他的相片。有時因昴和伊萬莉、可蕾特、夢子老師或其他女孩接近而患得患失或吃醋，例如曾經跟蹤昴和伊萬莉的動畫電影約會。
和閨密綾瀨香織、本多沙耶加、國川涼子設有一個手機群組「涼沙瑞香（りさみか）」聯絡。
內卷昴（聲：小林裕介（日本）；于正昌（台灣）；李震權（香港））
本作男主角。月杜中學2年4班學生，身高157厘米，狮子座的AB型，座號3號。是個動漫迷和紙性戀者。对谁都使用礼貌语，穿著制服時會搭配有星星標誌的連帽服飾，擁有可以將只見過一面的人畫得唯妙唯肖的實力，卻為描繪「理想的二次元新娘」而待在美術社，經常繪畫二次元女孩。曾在公開繪畫比賽先後獲得銀獎及金獎。不能喝碳酸飲料。
本人經常表示對三次元女孩毫無興趣，也因為只對二次元有興趣所以感情非常遲鈍，毫不察覺瑞希對他的情感。雖然本人並不自覺但是卻經常關心瑞希，但有時也會說蠢話激怒她。雖然會找瑞希當模特兒，但是經常畫成與本人全然不像的二次元女孩，參考的只有瑞希不小心露出來的內褲。常畫幼女，被認為可能是蘿莉控。經常把二次元女孩紙板帶到學校或帶回家。曾拒絕小枝木由佳的示愛告白。
和同樣喜歡動漫的伊萬莉相當投緣，經常聚在一起看動漫，能聊很多別人聽不懂的動漫術語，曾為她繪畫漫畫研究社的招募會員海報。曾被伊萬莉強行換上女裝套上長假髮，伊萬莉對穿著女裝的他十分著迷，稱他為「昴子（すばこ）」。似乎有些喜歡「昴子」的扮相，曾扮成「昴子」與伊萬莉合作代表漫畫研究社參加文化社團小姐選舉，及與瑞希去看煙花大會。
可蕾特（聲：上坂堇（日本）；蘇肇樺（台灣）；何寶珊（香港））
月杜中學1年級學生，身長132厘米，全名是可蕾朵兒·可蕾特。留着一頭金色長髮的歸國子女，經常將前髮束起露出額頭，放下頭髮的話是個美少女。家境很富裕。性格天真，口沒遮攔，言行奔放，有點中二病氣質，行動經常出人意表的麻煩製造者。例如常趁社長熟睡時在他面上惡作劇塗鴉，曾惡作劇把美術社的石膏像塗成深膚色男子模樣。雖然是外國人，但因父母工作關係，自小時侯就來日本居住長達六、七年左右，父母雖已於半年前回國，但因為習慣日本生活決定留在日本。
喜歡動漫中的正義英雄，填寫志願表時也會這樣寫，有時會戴上超人面具或鴿子頭套。曾因和瑞希吵架賭氣走上天台，遇到正在舉行封印儀式的伊萬莉，心生仰慕，並得她開解，因此認了她作師父。
社長（聲：利根健太朗（日本）；何志威（台灣）；關令翹（香港））
月杜中學3年級學生，身長173厘米，美術社社長，本名不明。個性懶散，經常躺在社團的沙發上睡覺。跟外表不同，成績優秀。青梅竹馬的乃乃香稱其為「小陽（ようちゃん）」。
知道瑞希暗戀昴，常常以此調侃瑞希。時常做蠢事或言語上性騷擾激怒瑞希而遭她痛扁，但偶爾也會給予一些年長者的建議。有時會對夢子老師作言語上性騷擾，並覺得被夢子老師訓斥是獎賞。在好色時，會被乃乃香或者瑞希知道其想法，並被痛扁。曾提議社員在清潔泳池時在池底以水性油漆繪畫大型圖畫，但卻買錯了油性油漆。跟到訪學校的小女孩萌香相處得很好。
伊萬莉瑪麗亞（聲：東山奈央（日本）；林美秀（台灣）；張頌欣（香港））
月杜中學2年4班學生，身長155厘米，在課室裡坐在昴旁邊。是轉學到昴班上的美少女，將頭髮紮成雙包子頭與雙馬尾，身材很出眾，很受班上同學的歡迎。是美術社的常客，但是繪圖技藝並不好。運動神經很好，可以跳得非常高。
很喜歡動漫，和昴相當投緣，能和昴談論很多別人聽不懂的動漫術語。向校方申請建立名為「探究暗黑魔導書的盛宴」的社團，後來應諸星老師要求改名為「漫畫研究社」，可是社員暫時只有她自己一個。有着重度的中二病氣質，沉醉在幻想的動漫世界裡。雖然時常有着中二病的行為，但有時候也有像普通女孩子一樣難為情的一面。認可蕾特為徒弟。對穿上女裝的昴十分著迷。
立花夢子（聲：水樹奈奈（日本）；林美秀（台灣）；林元春（香港））
美術社的顧問，被稱為「夢子老師」，身長155厘米。雖然做為老師還不夠成熟，但卻有着相當成熟的身材。個性有些天然呆，有着慌張時會敬禮的習慣，偶然說話會咬到舌頭而口齒不清。
幻想很豐富，剛開始便把社長當不良少年，把昴當變態。在某些方面相當熱血，認為學生沒享受青春是禁忌。並且在學生接觸不好的物品或是成績不好會生氣。喜歡在學生的畫作上畫上花型圖案以示獎勵。

### 美術社以外
內卷由理音
昴的姐姐，現就讀於某間女子高中。精於繪畫，是高中美術社的社長，也是月杜中學美術社的舊生。愛開玩笑，看出瑞希喜歡昴。幾年前曾和同學碧在街上遇見迷路的小女孩瑞希和香織。
瑞希的母親（聲：鈴木麻里子（日本）；蘇肇樺（台灣）；黃玉娟（香港））
瑞希的母親，本名不明，會一方面戲弄着瑞希不坦率的戀情，卻也在另一方面聲援瑞希。曾把自己年輕時向瑞希的父親表白時穿著過的浴衣借給瑞希穿著去和昴參加煙花大會。
綾瀨香織（聲：德井青空（日本）；未知（台灣）；廖杏茵（香港））
瑞希的閨密，月杜中學2年3班學生，在課室裡坐在瑞希後方。金髮並戴着紅色兔耳形的緞帶（一年級時留及腰長髮，當時聲稱在瑞希找到喜歡的人前不會剪短頭髮）。個性有點頑皮及腹黑，總是率先戲弄瑞希，曾戲稱瑞希參加美術社活動是「淫亂」。時常關注瑞希的戀情，也會為她製造機會接近昴。似乎很喜歡溜溜球，會在自己的溜溜球上寫上自己的名字。繪圖技巧欠佳。
本多沙耶加（聲：下釜千昌（日本）；孫欣瑜（台灣）；葉曉欣（香港））
瑞希的閨密，月杜中學2年3班學生，新聞社成員，多次以昴與瑞希的事情撰寫新聞。說話聲調有些陰沉。很喜歡比出V手勢。
國川涼子（聲：丸塚香奈（日本）；鄭郁欣（台灣）；詹健兒（香港））
瑞希的閨密，月杜中學2年3班學生，戴着眼鏡有着大人氣息的少女。
乃乃香
社長的青梅竹馬，稱社長為「小洋」。月杜中學3年級學生。總是瞇著雙眼。喜歡着社長，但不時會遏制社長的好色舉動，對於同樣是單戀型女生的瑞希會給予一些建議。童年時和社長曾在遊樂場與仍是高中生的立花夢子見過面。
小山幸夫（聲：掛川裕彥（日本）；何志威（台灣）；朱子聰（香港））
新聞社顧問，立花夢子前任的美術社顧問。
萌香（聲：田中愛美（日本）；未知（台灣）；陳皓宜（香港））
小山幸夫的孫女，5歲，就讀於月森幼稚園。常常擅自離開母親靜香的身邊。曾與可蕾特、瑞希和昴見過面，一度誤以為瑞希和昴是可疑人士，後來因為昴速寫了她媽媽的素描像給她而變得喜歡畫畫，夢想是加入美術社，但沒唸對「美術社」，會說成「美書社（びじつぶ）」。
曾為要將自己的畫給小山老師看而獨自跑到月杜中學，並遇上了正在翹課睡覺的社長，稱其為叔叔，並與其同行。在冬天又再隨媽媽到中學送東西給小山老師，因而在美術部室和社長待了半天，臨回家前畫了一幅社長的肖像送給社長。有著相當成熟的一面，喜歡吃茶泡飯、喝綠茶(漫畫裡是喝蘋果汁)還有薄荷糖。
靜香（聲：小松未可子（日本）；鄭郁欣（台灣）；梁少霞（香港））
萌香的母親，幸夫的女兒。
二年級男學生（聲：内匠靖明（日本）；林正騏（台灣）；陳灝瑋（香港））
月杜中學二年級生，本名不詳，每次出場都無機會說出自己的姓名，而昴每次都對他毫無印象。單方面將內卷昴視為自己的競爭對手，不時向昴發動挑戰。
初次見面時自認為自己的美術知識豐富而瞧不起昴的作品，並提出以下次公開繪畫比賽的成績作比拼，結果昴獲得金獎而他卻沒有獲得任何名次。後來再次向昴發出挑戰，但卻因瑞希替自己加油而害羞，反而無法集中精神繪畫，最後交了白卷再次敗給了昴。對瑞希一見鍾情，以瑞希的相片作手機牆紙。
小枝木由佳（聲：M·A·O（日本）；蘇肇樺（台灣）；凌晞（香港））
月杜中學一年級生，身長150㎝。曾寫情書給昴並向其告白，但由於昴對三次元沒興趣所以被拒絕。閒時喜歡畫二次元人像插畫，也為妹妹千佳製作吊飾，但是因為害羞而不願被別人知道。
小枝木千佳（聲：本多真梨子（日本）；孫欣瑜（台灣）；何晶晶（香港））
由佳的妹妹，小學生，身長111㎝。曾在路上被昴一直注視着書包上的吊飾，而把他當成變態。
碧
由理音的同班同學，女子高中美術社的成員，也是月杜中學美術社的舊生。性格天真爛漫，有些脫線。
田中 睦美
由理音的同班同學，女子高中美術社的成員，䁥稱「ナカム--」，似乎有些傾慕由理音。
武田老師（聲：齊藤次郎（日本）；何志威（台灣）；招世亮（香港））
月杜中學2年3班的班主任。很有壓迫感的老師，曾強勢地遊說瑞希參選學生會，不用多理會美術社。頭戴假髮。
諸星老師（聲：竹內榮治（日本）；李致林（香港））
月杜中學2年4班的班主任。
魔力絲帶（聲：佐倉綾音（日本）；陳皓宜（香港））
在魔法少女動畫中登場的角色，亦是內卷昴畫的二次元新娘参考對象。

## 出版書籍
- 伊右群《這個美術社大有問題！》，電擊Comics NEXT，已發行15冊。

| 冊數 | ASCII Media Works | ASCII Media Works      | 台灣角川       | 台灣角川               |
| 冊數 | 發售日期          | ISBN                   | 發售日期       | ISBN                   |
| ---- | ----------------- | ---------------------- | -------------- | ---------------------- |
| 1    | 2013年5月27日     | ISBN 978-4-04-891645-5 | 2014年11月20日 | ISBN 978-986-366-237-2 |
| 2    | 2013年11月27日    | ISBN 978-4-04-866100-3 | 2015年5月13日  | ISBN 978-986-366-497-0 |
| 3    | 2014年6月26日     | ISBN 978-4-04-866666-4 | 2016年1月23日  | ISBN 978-986-366-923-4 |
| 4    | 2015年2月26日     | ISBN 978-4-04-869234-2 | 2016年4月20日  | ISBN 978-986-473-059-9 |
| 5    | 2015年10月27日    | ISBN 978-4-04-865349-7 | 2016年6月16日  | ISBN 978-986-473-144-2 |
| 6    | 2016年6月27日     | ISBN 978-4-04-892124-4 | 2017年5月5日   | ISBN 978-986-473-665-2 |
| 7    | 2016年9月27日     | ISBN 978-4-04-892339-2 | 2017年9月11日  | ISBN 978-986-473-887-8 |
| 8    | 2017年5月27日     | ISBN 978-4-04-892910-3 | 2018年5月21日  | ISBN 978-957-564-199-3 |
| 9    | 2018年2月26日     | ISBN 978-4-04-893600-2 | 2019年1月9日   | ISBN 978-957-564-684-4 |
| 10   | 2018年9月27日     | ISBN 978-4-04-912141-4 | 2019年10月16日 | ISBN 978-9-57-564684-4 |
| 11   | 2019年5月25日     | ISBN 978-4-04-912548-1 | 2020年5月10日  | ISBN 978-9-86-524396-8 |
| 12   | 2020年2月27日     | ISBN 978-4-04-913039-3 | 2020年5月10日  | ISBN 978-9-86-524429-3 |
| 13   | 2020年12月26日    | ISBN 978-4-04-913517-6 | 2021年10月12日 | ISBN 978-9-86-524873-4 |
| 14   | 2021年8月27日     | ISBN 978-4-04-913895-5 | 2022年5月19日  | ISBN 978-6-26-321437-8 |
| 15   | 2022年10月27日    | ISBN 978-4-04-914486-4 | 2023年7月27日  | ISBN 978-6-26-352704-1 |

## 電視動畫
2016年7月至9月在TBS、BS-TBS、CBC、SUN電視台首播。

### 製作人員
- 原作：伊右群
- 導演：及川啟
- 助理導演：池端隆史
- 劇本統籌、編劇：荒川稔久
- 人物設定：大塚舞
- 道具設計：藤崎賢二
- 總作畫監督：大塚舞、桝田邦彰、藤崎賢二
- 色彩設計：岩井田洋
- 美術監督：峯田佳實
- 美術設定：大久保修一、友野加世子
- 攝影監督：中村雄太
- 剪輯：平木大輔
- 音響監督：本山哲（日语：本山哲 (音響監督)）
- 音響：吟（BUSTED ROSE）
- 音樂製作：King Records
- 首席製作人：中西豪、江口聰
- 製作人：田中潤一朗、須藤孝太郎、淺川哲
- 動畫製作人：吉田啓祐
- 動畫製作：feel.
- 製作協力：King Records、KADOKAWA、ASCII Media Works、DAX International（日语：ダックスプロダクション）
- 製作：這個美製作委員會、TBS

### 主題曲
片頭曲「STARTING NOW！」
作詞、主唱：水樹奈奈，作曲：藤田卓也，編曲：藤田淳平
片尾曲
（第1話－第11話）
作詞、作曲、編曲：TECHNOBOYS PULCRAFT GREEN-FUND，主唱：上坂堇
「（合唱 ver.）」（第12話）
作詞、作曲、編曲：40mP，主唱：宇佐美瑞希（小澤亞李）、可蕾特（上坂堇）、伊萬莉瑪麗亞（東山奈央）、立花夢子（水樹奈奈）
插入曲
（第5話）
作詞、作曲、編曲：40mP，主唱：宇佐美瑞希（小澤亞李）、可蕾特（上坂堇）、立花夢子（水樹奈奈）
「（MIZUKI ver.）」（第11話）
作詞、作曲、編曲：40mP，主唱：宇佐美瑞希（小澤亞李）

### 各話列表
| 話數   | 日文標題    | 中文標題                                                                             | 香港標題                                                                           | 分鏡            | 演出            | 作畫監督                                                                                          | 總作畫監督                        | 片尾插畫        | 原作話                              |
| ------ | ----------- | ------------------------------------------------------------------------------------ | ---------------------------------------------------------------------------------- | --------------- | --------------- | ------------------------------------------------------------------------------------------------- | --------------------------------- | --------------- | ----------------------------------- |
| 第1話  | A. B.       | 大有問題的一群人 A. 大有問題的一群人 B. 再見了內卷同學                               | 這群人有問題 A. 這群人有問題 B. 再見，內卷同學                                     | 及川啟          | 及川啟          | 大塚舞                                                                                            | 大塚舞                            | 藤井結 金井裕子 | A. 第1作目 B. 第3作目               |
| 第2話  | A. B. C.    | 走失的小孩的情書殺人事件 A. 美術社社長殺人事件 B. 好孩子壞孩子迷路的孩子 C. 情書風波 | 迷路的情信殺人事件 A. 美術部主席殺人事件 B. 乖孩子，壞孩子，迷路的孩子 C. 情信恐慌 | 及川啟          | 直谷            | 阿部智之                                                                                          | 大塚舞                            | 藤井結 金井裕子 | A. 2作品目 B. 10作品目 C. 9作品目   |
| 第3話  | A. ？ B. C. | 在找的東西是鮑伯接吻 A. 在找的東西在哪裡？ B. 短鮑伯 C. 飲料罐間接接吻               | 找的東西是Short接吻 A. 正在尋找的東西在哪裡？ B. Short bob C. 間接接吻             | 及川啟          | 平峰義大        | 井嶋惠子、清水直樹 枡田邦彰、辻上彩華                                                             | 枡田邦彰                          | 藤井結 金井裕子 | A. 4作品目 B. 7作品目 C. 15作品目   |
| 第4話  | A. B. C.    | 稍微去散個步 A. 歡迎來到美術社 B. 可蕾散步 C. 逐漸靠近的彼此                         | 慢慢地散步 A. 歡迎來到美術部 B. 歌麗德散步 C. 漸漸地，慢慢的                       | 及川啟          | 岡村正弘        | 飯飼一幸、佐佐木一浩 佐野惠理、大塚舞 枡田邦彰、金井裕子 辻上彩華、佐藤元昭                       | 藤崎賢二                          | 藤井結 金井裕子 | A. 8作品目 B. 14作品目 C. 12作品目  |
| 第5話  | A. B.       | 鴿子一連串 A. 誤會一連串 B. 鴿子和人魚和清掃游泳池                                   | 一連串鴿 A. 誤會一連串 B. 鴿子，人魚，清掃泳池                                     | 高橋知也        | 中田誠          | 村上直紀、山村俊了 井元一彰、清水祐美 江上夏樹、野口孝之 金井裕子、辻上彩華                       | 大塚舞 枡田邦彰 藤崎賢二          | 藤井結 金井裕子 | A. 11作品目 B. 13作品目             |
| 第6話  | A. B.       | 讓人在意的美少女轉學生 A. 謎樣美少女轉學生 B. 讓人在意的兩人                         | 令人在意的美少女轉校生 A. 謎之美少女轉校生 B. 令人在意的兩個人                     | 及川啟          | 岩崎光洋        | 阿部智之                                                                                          | 枡田邦彰                          | 藤井結 金井裕子 | A. 20作品目 B. 21作品目             |
| 第7話  | A. …？ B.   | 第一次的伊萬莉 A. 第一次的共同作業…？ B. 伊萬莉大師                                  | 第一次的伊萬莉 A. 第一次一起做事…？ B. 大師伊萬莉                                  | 及川啟          | 平峯義大        | 川島尚、清水直樹 古山瑛一朗                                                                       | 大塚舞                            | 藤井結 金井裕子 | A. 18、19作品目 B. 28作品目         |
| 第8話  | ！ A. B.    | 秘密的寶藏獵人！ A. 秘密房間 B. 來當寶藏獵人！                                       | 秘密尋寶 A.秘密房間 B.一起去尋寶                                                   | 及川啟          | 池端隆史        | 阿部智之                                                                                          | 大塚舞 枡田邦彰                   | 藤井結 金井裕子 | A. 24、25作品目 B. 26作品目         |
| 第9話  | A. ！ B. C. | 魔導書散步再現 A. 找尋魔導書！ B. 挑戰者再現 C. 萌香散步                             | 魔導書再來散步 A.追尋魔導書 B.挑戰者再來 C.萌香散步                                | 及川啟          | 山本天志        | 井嶋惠子、清水直樹 金井裕子、野口孝行 藤崎賢二                                                    | 藤崎賢二 枡田邦彰                 | 藤井結 金井裕子 | A. 29作品目 B. 番外篇 C. 34作品目   |
| 第10話 | A. B. C.    | 回憶的香織補習班 A. 回憶的綠松色 B. 宇佐美補習班 C. 破壞者香織                       | 回憶的香織補習班 A. 回憶的湖水綠 B. 宇佐美補習班 C. 香織在搗亂                     | 及川啟 岩崎光洋 | 中田誠 岩崎光洋 | 村上直紀、北村友幸 川島尚、關崎昌也 大塚舞                                                        | 大塚舞 藤崎賢二                   | 藤井結 金井裕子 | A. 27作品目 B. 30作品目 C. 動畫原創 |
| 第11話 | ！          | 團結！空罐！文化祭！                                                                 | 團結！空罐！文化祭！                                                               | 平峯義大        | 平峯義大        | 大塚舞、枡田邦彰 清水直樹、井嶋惠子 鎌田里美、佐藤元昭 柳伸亮、福島勇 野口孝行、關崎昌也 辻上彩華 | 大塚舞 枡田邦彰 藤崎賢二          | 藤井結 金井裕子 | 31、32作品目                        |
| 第12話 |             | 今後也將繼續                                                                         | 之後也依然                                                                         | 及川啟          | 及川啟          | 大塚舞、枡田邦彰 佐藤元昭、清水直樹 川島尚、福島勇 井元一彰、北村友幸 關崎昌也                    | 大塚舞 枡田邦彰 佐藤元昭 藤崎賢二 | 藤井結 金井裕子 | 33、38作品目 動畫原創               |

### 播放電視台
日本深夜動畫：下文記載的日本国内播放時間使用日本標準時間（UTC+9）表示。因為部分時間标识會採用30小时制，因此請留意这类超过24:00的时间，其實際播放時間為翌日清晨。
| 播放地區   | 播放電視台    | 播放日期               | 播放時間（UTC+9）         | 所屬聯播網       | 備註   |
| ---------- | ------------- | ---------------------- | ------------------------- | ---------------- | ------ |
| 關東廣域圈 | TBS電視台     | 2016年7月7日－9月22日  | 星期四 26時28分－26時58分 | TBS電視網        | 製作局 |
| 中京廣域圈 | CBC電視台     | 2016年7月7日－9月22日  | 星期四 27時24分－27時54分 | TBS電視網        |        |
| 兵庫縣     | SUN電視台     | 2016年7月8日－9月23日  | 星期五 23時30分－24時00分 | 獨立UHF局        |        |
| 日本全國   | BS-TBS        | 2016年7月9日－9月24日  | 星期六 25時30分－26時00分 | 日本卫星电视广播 |        |
| 日本全國   | TBS Channel 1 | 2016年7月17日－10月2日 | 星期日 25時30分－26時00分 | 日本卫星电视广播 | 有重播 |
| 日本全國   | AT-X          | 2017年3月8日－5月24日  | 星期三 22時00分－22時30分 | 日本卫星电视广播 | 有重播 |

| 播放地區 | 播放電視台 | 播放日期              | 播放時間                                                  | 所屬聯播網   | 備註                               |
| -------- | ---------- | --------------------- | --------------------------------------------------------- | ------------ | ---------------------------------- |
| 香港     | Animax     | 2017年4月11日－5月1日 | 星期一至二 20時00分－21時00分                             | 有線電視     | UTC+8 有重播                       |
| 臺灣     | Animax     | 2017年4月26日－5月7日 | 國語：每天20時30分－21時00分 日語：每天24時30分－25時00分 | 有線電視     | UTC+8 有重播                       |
| 臺灣     | Animax HD  | 2017年7月6日－7月17日 | 每天20時30分－21時00分 國語、日語雙聲道播出               | 中華電信MOD  | UTC+8 有重播                       |
| 香港     | J2         | 2018年1月6日－2月11日 | 星期六／日（非賽馬日） 12時30分－13時30分                 | 地面數碼電視 | UTC+8 連播兩集 雙語廣播 有刪減畫面 |

### 藍光&DVD
| 卷數 | 發行日期       | 收錄話數       | 規格編號   | 規格編號  |
| 卷數 | 發行日期       | 收錄話數       | 藍光初回版 | DVD       |
| ---- | -------------- | -------------- | ---------- | --------- |
| 1    | 2016年9月28日  | 第1話－第2話   | KIXA-90665 | KIBA-2278 |
| 2    | 2016年10月26日 | 第3話－第4話   | KIXA-90666 | KIBA-2279 |
| 3    | 2016年11月23日 | 第5話－第6話   | KIXA-90667 | KIBA-2280 |
| 4    | 2016年12月21日 | 第7話－第8話   | KIXA-90668 | KIBA-2281 |
| 5    | 2017年1月25日  | 第9話－第10話  | KIXA-90669 | KIBA-2282 |
| 6    | 2017年2月22日  | 第11話－第12話 | KIXA-90670 | KIBA-2283 |

### 網路廣播
網路廣播以《這個美術社廣播有問題！～這個畫室的美！～》為標題，2016年7月7日至10月13日在animate Times隔週星期四上架。主持人由宇佐美瑞希的聲優小澤亞李和內卷昴的聲優小林裕介擔任。

## 外部連結
- 「這個美術社大有問題！」特設網站－電撃魔王（日語）
- 電視動畫「這個美術社大有問題！」官方網站｜TBS節目官網（日語）
- 電視動畫『這個美術社大有問題！』的X（前Twitter） （日語）